# Erhard Pocher
Erhard Pocher (* 1954) ist ein ehemaliger deutscher Ringer.

## Werdegang
Erhard Pocher wurde mit seinen Brüdern Andreas und Alfred 1967 bei der ZLSG (Zentrale Landsport Gemeinschaft) Wormstedt 1967 für das Ringen entdeckt. Bald wechselte er nach Apolda und, nachdem sich sein Talent für diese Sportart bestätigte, zu Motor Jena.
Als 20-jähriger Athlet konnte sich Erhard Pocher bei den DDR-Meisterschaften der Senioren 1974 erstmals unter den drei ersten Siegern platzieren. Insgesamt viermal gelang es ihm dann im Laufe der nächsten Jahre den DDR-Meistertitel im freien Stil im Feder- bzw. Leichtgewicht zu erringen. Er gewann die DDR-Meisterschaft 1982 im Leichtgewicht und besiegte dort auch er den Weltklasseathleten Eberhard Probst.
Erhard Pocher erhielt vom DDR-Ringerverband in den Jahren 1979 bis 1981 auch die Chance, sich bei internationalen Meisterschaften zu bewähren. Es gelang ihm aber nicht Medaillen zu erringen. Sein bestes Ergebnis war der 6. Platz im Federgewicht bei der Europameisterschaft 1979 in Bukarest im Federgewicht. Ein bemerkenswerter Sieg gelang ihm 1979 beim Werner-Seelenbinder-Turnier in Leipzig, wo er vor dem US-Amerikaner Daryl Burley und dem Ungarn Zoltán Szalontai gewann.
Nach der deutschen Wiedervereinigung stand Erhard Pocher noch lange Jahre in der Mannschaft des wieder gegründeten Kraftsportclubs Deutsche Eiche Apolda. Zwischen 1995 und 2006 errang er sechsmal den Titel eines Weltmeisters bei den Meisterschaften der „Masters“.

## Internationale Erfolge
(EM = Europameisterschaft, alle Wettbewerbe im freien Stil, Federgewicht, damals bis 62 kg, Leichtgewicht, damals bis 68 kg Körpergewicht)
| Jahr | Platz | Wettbewerb                                  | Gewichtsklasse | |
| 1978 | 3.    | Turnier in Budapest                         | Feder          | hinter Helmut Strumpf, DDR u. Zoltán Szalontai, Ungarn                                                                                 |
| 1978 | 2.    | „Werner-Seelenbinder-Turnier“ in Leipzig    | Feder          | hinter Jefremow, UdSSR u. vor Petre Androne, Rumänien                                                                                  |
| 1979 | 2.    | Großer Preis der Bundesrepublik Deutschland | Feder          | hinter Gigel Anghel, Rumänien u. vor Richard Chelmowski, Frankreich                                                                    |
| 1979 | 1.    | "Werner-Seelenbinder-Turnier in Leipzig     | Feder          | vor Daryl Burley, USA u. Zoltán Szalontai, Ungarn                                                                                      |
| 1979 | 6.    | EM in Bukarest                              | Feder          | nach Siegen über Gianfranco Piroddu, Italien u. Richard Chelmowski u. Niederlagen gegen Jan Szymański, Polen u. Micho Dukow, Bulgarien |
| 1980 | 8.    | EM in Prievidza                             | Feder          | mit einem Sieg über Reto Neyer, Schweiz u. Niederlagen gegen Jan Szymanski u. Georgios Hatzionidis, Griechenland                       |
| 1981 | 12.   | EM in Łódź                                  | Feder          | nach Niederlagen gegen Michael Kuhn, BRD u. Simeon Schterew, Bulgarien                                                                 |

## DDR-Meisterschaften
| Jahr | Platz | Gewichtsklasse |                                                                                |
| 1974 | 3.    | Feder          | hinter Helmut Strumpf, SC Motor Jena u. Lutz Eichelbaum, SG Dynamo Luckenwalde |
| 1975 | 3.    | Feder          | hinter Peter Dahlke u. Karl-Heinz Stahr, bde. SG Dynamo Luckenwalde            |
| 1976 | 1.    | Feder          | vor Peter Dahlke u. Freitag, SC Leipzig                                        |
| 1977 | 3.    | Leicht         | hinter Eberhard Probst, SC Chemie Halle u. Lippke, SC Motor Jena               |
| 1978 | 1.    | Feder          | vor Norbert Gatzke, SG Dynamo Luckenwalde u. Krause, SC Motor Jena             |
| 1979 | 2.    | Feder          | hinter Helmut Strumpf u. vor Neid, SC Chemie Halle                             |
| 1980 | 1.    | Feder          | vor Spröte, SC Chemie Halle u. Krause, SC Motor Jena                           |
| 1981 | 3.    | Feder          | hinter Lutz Remus, SC Leipzig u. vor Hoffer, SG Dynamo Luckenwalde             |
| 1982 | 1.    | Leicht         | vor Eberhard Probst u. Uwe Mauksch, SC Leipzig                                 |
| 1984 | 2.    | Leicht         | hinter Eberhard Probst u. vor Roberto Hünisch, SC Leipzig                      |
| 1985 | 2.    | Leicht         | hinter Roberto Hünisch u. vor Hoffer, SG Dynamo Luckenwalde                    |